# Menay (1859)
El vapor Menay (llevó también en distintas épocas los nombres Coronel Dorrego y Chacabuco) fue un buque de vapor de la Armada argentina que participó de las guerras civiles argentinas y de la guerra del Paraguay.

## Historia
Con 28 m de eslora, 5.75 de manga, 4 de puntal y 1.95 de calado, y un desplazamiento de 185 tn, el Menay poseía 
una máquina a vapor de 35 HP con dos calderas. Cargaba 20 tn de carbón, y era capaz de mantener una velocidad de crucero de 7.5 n y una velocidad máxima de 8.
Buque de la Compañía Sudamericana y General de Navegación a Vapor, desde 1853 hacia el trayecto entre la ciudad de Liverpool y la ciudad de Buenos Aires. En 1859, reiniciada la Guerra entre la Confederación Argentina y el Estado de Buenos Aires, fue adquirido en Montevideo por la Confederación Argentina en 3000 onzas de oro.
Al mando de Julio Fonrouge pasó a integrar la flotilla de la Confederación que, transportando una importante carga de armas y municiones, forzó el paso de Martín García en octubre de ese año. En el combate de Martín García (1859) el Menay no tuvo gran actuación por su débil artillería. Fondeó en Rosario (Argentina) sirviendo de estacionario de depósito de carbón. A fines de ese año varió su nombre por el de Coronel Dorrego haciéndose cargo del mando sucesivamente Santiago Baudrix y Desiderio Cueli.
En la ciudad de Paraná (Argentina) fue adquirido con otros tres vapores por la Compañía Salteña de Navegación a Vapor, retomando el nombre Menay, pero, mientras permanecía en reparaciones, finalizada la batalla de Pavón fue tomado por la escuadra de Buenos Aires y tras conducir en 1862 al general Bartolomé Mitre de regreso a Buenos Aires, pasó a estacionario en Balizas Interiores. La captura del Menay motivo una solicitud de indemnización presentada por Mariano Cabal en representación de la Compañía Salteña de Navegación a Vapor.
El 16 de abril se autorizó su venta pero no habiendo interesados en agosto se arrendó a Manuel Soriano, siendo utilizado en el tráfico de cabotaje en el Río de la Plata. El 7 de septiembre de 1863 la justicia falló a favor de la Compañía Salteña concediendo la indemnización solicitada.
El 20 de abril de 1864 se rescindió el contrato de arriendo y el Menay pasó a estacionario en el Riachuelo al mando de Lino Adolfo Neves. Al declararse la Guerra del Paraguay se varió su arboladura y reforzó el casco para permitir aumentar su artillería, montándose una coliza de bronce de a 24 giratoria a proa, otra similar de 12 a popa, y 2 cañones rayados de bronce de a 8.
El 1 de noviembre cambió su nombre por el de Chacabuco y pasó al mando del teniente Guillermo Morris. Durante las pruebas de máquinas sufrió serias averías en su caldera de estribor que demoraron su partida.
Reparado, se dirigió a la Vuelta de Obligado donde permaneció estacionario para el control fluvial asegurando el bloqueo del Paraguay.
En enero de 1866 al mando del capitán José María Manzano transportó de Buenos Aires a Itapirú una compañía de rifleros ingleses y entre el 16 y el 28 de abril integró con el Buenos Aires, el Guardia Nacional, el Pavón y el Libertad la División Naval Argentina que transportó la 2° División del Ejército al teatro de operaciones.
A principios de 1867, encontrándose al mando del teniente Eliseo Correa, se sublevó su tripulación. Restablecido el orden, al mando del capitán Guillermo Brown y Blanco condujo en varios viajes tropas y pertrechos al frente, repatriando heridos. Continuó en esas funciones al mando del capitán Leopoldo Casavega y del teniente Andrés Abelleyra hasta 1868